# Vintilă Horia
Vintilă Horia (geboren als Vintilă Caftangioglu, 18. Dezember 1915 in Segarcea, Königreich Rumänien; gestorben 4. April 1992 in Collado Villalba, Spanien) war ein rumänischer Schriftsteller.

## Leben
Horia besuchte das renommierte Saint Sava National-Kolleg in Bukarest und studierte dort Jura und Literatur (mit Auslandssemestern in Italien und Österreich). In den 1930er Jahren war er ein Anhänger der Faschisten (wie Nichifor Crainic, für dessen Zeitung er arbeitete). Als Crainic Propagandaminister wurde, war Horia als Diplomat (Presse- und Kultur-Attaché) in Rom. Als Antonescu 1940 an die Macht kam, wurde er von seinem diplomatischen Posten abgelöst und ging später nach Wien, wo er auch wieder im diplomatischen Dienst arbeitete. Nach eigenen Worten war er ein Gegner der Eisernen Garde.
Nachdem Rumänien 1944 auf die Seite der Alliierten wechselte, wurde Horia von den Deutschen interniert und bei Kriegsende durch die Briten befreit. Danach lebte er in Italien. 1946 wurde er in Rumänien in Abwesenheit zu lebenslänglicher Haft verurteilt. 1948 ging er nach Argentinien, wo er an der Universität von Buenos Aires lehrte (wegen schlechter Bezahlung arbeitete er aber dann lieber als Buchhalter), und 1953 nach Spanien, wo er sich anfangs als Hotelportier durchschlug, später eine literarische Agentur hatte und ein bekannter Intellektueller wurde. Er lebte in Madrid.
1960 gewann er den Prix Goncourt für seinen Roman Dieu est né en exil (Gott ist im Exil geboren, erschienen bei Fayard 1960), der ihm aber nie offiziell überreicht wurde, da es zu Protesten wegen seiner faschistischen Vergangenheit kam, insbesondere propagiert durch eine Kampagne der kommunistischen Zeitschrift L'Humanité, wohinter auch die rumänische Regierung stand, die Horia zu positiven Stellungnahmen zu erpressen versuchte. Bei Horia hatte man allerdings keinen Erfolg, er äußerte sich entschieden gegen die kommunistische Regierung in Rumänien. Sein  Roman, der ein fiktives Tagebuch von Ovid zum Thema hat (der nach dem Roman über sein Exil nur zum Schein lamentiert und später durch einen griechischen Arzt, der ihm Kunde von der Geburt Christi überbringt, zum Monotheismus bekehrt wird), und die Wahl des Goncourt-Komitees wurde unter anderem von Jean-Paul Sartre kritisiert. Nach den Presseveröffentlichungen über seine Vergangenheit verzichtete Horia darauf, den Preis entgegenzunehmen. Von ihm stammen auch weitere Romane (darunter historische Romane über Plato und Boethius, mit geschichtsphilosophischen Reflexionen), Gedichte, Essays (in Französisch, Spanisch und Rumänisch) und literaturwissenschaftliche Arbeiten. In Frankreich konnte er aber nach dem Skandal um den Prix Goncourt keine weiteren Erfolge mehr erzielen.
1981 erhielt er den italienischen Dante Alighieri Preis.
2006 bemühten sich rumänische Intellektuelle um eine Rehabilitation von Horia in Bukarest (das Urteil von 1946 war bis dahin nicht aufgehoben worden).
Ende 2015 wurde der 100. Geburtstag des Schriftstellers Horia mit Kolloquien und literarischen und wissenschaftlichen Kommunikationen an der Universität Alcala de Henares in Madrid, in Craiova, Alba Iulia und Deva gefeiert. Die Stadt Segarcea, wo der Autor geboren wurde, verlieh ihm den Titel eines Ehrenbürgers. Unter Berufung auf das Gesetz 217/2015 und des Urteils des Volksgerichtshofs aus dem Jahr 1946, mit dem Vintilă Horia wegen „Kriegsverbrechen“ verurteilt wurde, forderte die Wiesel-Kommission den Entzug dieses Titels.
2018 wurde Vintilă Horia von einem Gericht des Kreisrates Dolj rehabilitiert, ist aber nicht unter den Ehrenbürger der Stadt Segarcea eingetragen.

## Werke
- Acolo şi stelele ard...
  - Dort brennen sogar die Sterne... : Roman. Übersetzung Georg Drozdowski. Wien : Wancura, 1954
- Poesia românească nouă : antologie. Salamanca : Publicaciones de la Asociación Hispano-Rumana, 1956
- Dieu est né en exil : journal d'Ovide à Tomes; roman. Paris : Fayard, 1960
  - Gott ist im Exil geboren. Übersetzung Erich Bertleff. Stuttgart : Neff, 1961
- Le Chevalier de la Résignation, Fayard, Paris, 1961.
  - Der Ritter der Resignation : Roman. Aus dem Französischen Erich Bertleff. Stuttgart : Neff, 1962
- Les Impossibles, Fayard, Paris, 1962.
- La septième lettre. Le roman de Platon, Plon, Paris, 1964.
- Une femme pour l’Apocalypse, Julliard, Paris, 1968.
- El hombre de las nieblas, Plaza y Janés, Barcelona, 1970.
- El viaje a San Marcos, Magisterio Español, Madrid, 1972.
- Marta o la segunda guerra, Plaza y Janés, Barcelona, 1982.
- Persécutez Boèce, Lausanne, L’Age d’Homme, 1987.